# Пак Тон Чін
Пак Тон Чін (кор. 박동진, нар. 10 грудня 1994) — південнокорейський футболіст, захисник клубу «Сеул».

## Клубна кар'єра
Вихованець університетської команди «Ханнам».
У дорослому футболі дебютував 2016 року виступами за команду клубу «Кванджу», кольори якої захищав до 2017 року. З 2018 перейшов до столичної команди «Сеул», де наразі і продовжує виступи.

## Виступи за збірні
2016 року залучався до складу молодіжної збірної Південної Кореї. На молодіжному рівні зіграв в одному офіційному матчі.
2016 року залучався до лав олімпійської збірної Південної Кореї. У складі збірної — учасник футбольного турніру на Олімпійських іграх 2016 року у Ріо-де-Жанейро.